# Puig de la Banya del Boc
El Puig de la Banya del Boc és una muntanya de 451 metres que es troba al municipi de Sant Martí de Llémena, a la comarca del Gironès.